# Этсу-Нзаби-Бамунгваби, Фредерик
Фредерик Этсу-Нзаби-Бамунгваби (фр. Frédéric Etsou Nzabi Bamungwabi; 3 декабря 1930, Мазалага, Бельгийское Конго — 6 января 2007, Лёвен, Бельгия) — конголезский кардинал. Титулярный архиепископ Менефесси и коадъютор, с правом наследования, епархии Мбандака-Бикоро с 8 июля 1976 по 11 ноября 1977. Епископ Мбандака-Бикоро с 11 ноября 1977 по 7 июля 1990. Архиепископ Киншасы с 7 июля 1990 по 6 января 2007. Апостольский администратор Мбандака-Бикоро ad nutum Sanctae Sedis с 7 июля 1990 по 11 октября 1991. Кардинал-священник с титулом церкви Санта-Лючия-а-Пьяцца-д’Арми с 28 июня 1991.